# Platycoryne buchananiana
Platycoryne buchananiana là một loài thực vật có hoa trong họ Lan. Loài này được (Kraenzl.) Rolfe miêu tả khoa học đầu tiên năm 1898.